# Philosophie des Abendlandes
Philosophie des Abendlandes. Ihr Zusammenhang mit der politischen und der sozialen Entwicklung (Originaltitel: A History of Western Philosophy And its connection with Political and Social Circumstances from the Earliest Times to the Present Day, erschienen im Jahr 1945) von Bertrand Russell ist eine Einführung in die westliche Philosophie von den Vorsokratikern bis ins frühe zwanzigste Jahrhundert. Die Philosophie des Abendlandes enthält neben den Ideen bedeutender Philosophen vor dem Hintergrund der Geschichte ihrer Zeit auch Russells eigene Gedanken und Interpretationen dieser Ideen.

## Hintergrund
Das Buch wurde während des Zweiten Weltkriegs geschrieben. Die Ursprünge dazu stammten aus einer Vorlesungsreihe über die Geschichte der Philosophie, die Russell zwischen 1941 und 1942 an der Barnes Foundation in Philadelphia hielt. Ein Großteil der historischen Recherche wurde von Russells dritter Ehefrau, Patricia, durchgeführt. 1943 erhielt Russell von den Herausgebern einen Vorschuss von 3000 $ und zwischen 1943 und 1944, als er am Bryn Mawr College lebte, schrieb er das Buch. Es wurde 1945 in den USA publiziert und ein Jahr später in Großbritannien. Die deutsche Ausgabe, übersetzt von Elisabeth Fischer-Wernecke und Ruth Gillischewski, erschien erstmals 1950 in Zürich.

## Inhalt
Das Werk ist in drei Bücher unterteilt, von denen jedes zwei bis drei Abschnitte enthält, die wiederum in Kapitel unterteilt sind. Diese Kapitel befassen sich jeweils mit einem einzelnen Philosophen, einer Schule der Philosophie oder einer zeitgeschichtlichen Periode. 

### Die Philosophie der Antike
- Die Vorsokratiker (enthält Pythagoras, Heraklit, Parmenides, Empedokles, Anaxagoras und Protagoras)
- Sokrates, Platon und Aristoteles
- Antike Philosophie nach Aristoteles (enthält die Kyniker, Skeptiker, Epikureer, Stoiker und Plotin)

### Die katholische Philosophie
- Die Kirchenväter (enthält die frühe Entwicklungsgeschichte der jüdischen Philosophie und der islamischen Philosophie (die er entsprechend der zu seiner Zeit üblichen Konvention „mohammedanisch“ nennt), sowie Ambrosius von Mailand, Hieronymus, Augustinus von Hippo, Benedikt von Nursia und Papst Gregor der Große)
- Die Scholastiker (enthält Johannes Scotus Eriugena und Thomas von Aquino)

### Die Philosophie der Neuzeit
- Von der Renaissance bis Hume (enthält Niccolò Machiavelli, Erasmus von Rotterdam, Thomas More, Francis Bacon, Thomas Hobbes, René Descartes, Baruch Spinoza, Gottfried Wilhelm Leibniz, John Locke, George Berkeley und David Hume)
- Von Rousseau bis zur Gegenwart (enthält Jean-Jacques Rousseau, Immanuel Kant, Georg Wilhelm Friedrich Hegel, George Gordon Byron, Arthur Schopenhauer, Friedrich Nietzsche, den Utilitarismus, Karl Marx, Henri Bergson, William James und John Dewey). Das letzte Kapitel in diesem Abschnitt, Die Philosophie der logischen Analyse, thematisiert Russells eigene Philosophie zur Zeit der Niederschrift.

## Reaktionen und Folgewirkung
Russell selbst beschrieb sein Buch als Werk der Sozialgeschichte und forderte, dass es als solches behandelt werden solle. Während das Werk oft für Russells humorvollen und zugänglichen Schreibstil gelobt wurde, wurde es allerdings auch wegen seiner Konzentration auf die vor-cartesianistische Philosophie sowie seine „übermäßigen Verallgemeinerungen“ und Auslassungen kritisiert.
Die „Philosophie des Abendlandes“ war ein direkter kommerzieller Erfolg und wird seit ihrer ersten Auflage immer wieder verlegt. Als Russell 1950 der Nobelpreis für Literatur verliehen wurde, wurde die „Philosophie des Abendlandes“ als eines der Werke zitiert, die ihm diesen Preis eingebracht hatten. Der Erfolg des Buchs bescherte Russell die benötigte finanzielle Absicherung für das letzte Vierteljahrhundert seines Lebens.

### Kritiken
„Bertrand Russells „Geschichte der Philosophie“ ist eine köstliche Lektüre. Ich weiß nicht, ob man die köstliche Frische und Originalität oder die Sensitivität der Einfühlung in ferne Zeiten und fremde Mentalität bei diesem großen Denker mehr bewundern soll. Ich betrachte es als ein Glück, dass unsere so trockene und zugleich brutale Generation einen so weisen, ehrlichen, tapferen und dabei humorvollen Mann aufzuweisen hat. Es ist ein in höchstem Sinne pädagogisches Werk, das über dem Streite der Parteien und Meinungen steht.“

“Parts of this famous book are sketchy ... in other respects it is a marvellously readable, magnificently sweeping survey of Western thought, distinctive for placing it informatively into its historical context.  Russell enjoyed writing it, and the enjoyment shows; his later remarks about it equally show that he was conscious of its shortcomings.”

„Teile dieses berühmten Buches sind skizzenhaft ... in anderer Hinsicht ist es ein wunderbar lesbarer, großartiger Überblick über die westliche Gedankenwelt, der sich dadurch auszeichnet, dass er die Gedanken in aufschlussreicher Weise in ihren historischen Kontext stellt. Es zu schreiben, bereitete Russell Vergnügen, und dieses Vergnügen merkt man ihm an; zugleich zeigen seine späteren Bemerkungen über das Buch, dass er sich seiner Defizite bewusst war.“

“Embodies what seems to me the worst features of Lord Russell’s previous more journalistic works, but it is of a poorer quality than any of these.”

„Verkörpert das, was für mich die schlimmsten Eigenschaften von Lord Russells früheren, eher journalistischen Arbeiten sind, ist aber von schlechterer Qualität als jede einzelne davon.“

“Bertrand Russell’s History of Western Philosophy is amusing, but suffers from defects ... First, it deals largely with ancient philosophy, and is curt and selective in its treatment of the post-Cartesian tradition.  Secondly, it is dismissive towards all those philosophers with whom Russell felt no personal affinity.  Thirdly, it shows no understanding of Kant and post-Kantian idealism.  It is, for all that, a classic of wit, elegance and resolute idiosyncrasy.”

„Bertrand Russells „Philosophie des Abendlandes“ ist unterhaltsam, leidet jedoch unter Mängeln ... Erstens behandelt es ausführlich die antike Philosophie und ist knapp und wählerisch in seiner Behandlung der nach-cartesianistischen Tradition. Zweitens ist es herablassend gegenüber allen Philosophen, zu denen Russell keine persönliche Affinität verspürte. Drittens zeigt es kein Verständnis von Kant und dem post-kantischen Idealismus. Es ist, trotz allem, ein Klassiker voller Geist, Eleganz und entschiedener Vorlieben.“

“Mr. Russell’s qualities as a writer and thinker ... are of a high order: deftness of wit, vigor of mind and suppleness of style.  Yet their presence ... do not save the book ... from being perhaps the worst that Mr. Russell has written....  As one would expect, the author is at his best when dealing with present day ideas, if for no other reason than his large share in their inception....  By contrast, his treatment of ancient and medieval doctrines is nearly worthless.”

„Mr. Russells Qualitäten als Autor und Denker ... sind von hohem Rang: geistreiche Gewandtheit, kraftvoller Verstand und geschmeidiger Stil. Dennoch rettet ihr Vorhandensein ... das Buch nicht ... davor, das vielleicht schlechteste zu sein, das Mr. Russell je geschrieben hat ... . Erwartungsgemäß ist der Autor am besten, wenn es um die Ideen der Gegenwart geht, und sei es auch nur, weil er so großen Anteil an ihrer Entwicklung hatte... . Im Gegensatz dazu ist seine Behandlung der antiken und mittelalterlichen Lehren nahezu wertlos.“

A History of Western Philosophy errs consistently in this respect.  Its author never seems to be able to make up his mind whether he is writing history or polemic....  [Its method] confers on philosophers who are dead and gone a kind of false contemporaneity which may make them seem important to the uninitiate.  But nevertheless it is a misreading of history.

„Die Philosophie des Abendlandes verfehlt in dieser Hinsicht durchweg ihr Ziel. Ihr Autor scheint sich nie entscheiden zu können, ob er Geschichte schreibt oder polemisiert ...  [Seine Methode] verleiht Philosophen, die längst tot und vergangen sind, eine falsche Zeitgenossenschaft, die sie für Uneingeweihte bedeutend erscheinen lässt. Nichtsdestoweniger ist das eine Fehlinterpretation der Geschichte.“

History of Western Philosophy, a vulgar, but representative book.

„„Philosophie des Abendlandes“, ein abgeschmacktes, aber repräsentatives Buch.“

Stanisław Lem auf die Frage, welches Buch er auf eine einsame Insel mitnähme:

„Eines? Nur eines? Wahrscheinlich wäre das eine sehr dicke, gewaltige Geschichte der Philosophie. Wenn ich Geschichte der Philosophie sage, habe ich nicht die beste, sondern eine konkrete im Sinn: die „History of Western Philosophy“ von Bertrand Russell. (...) Erstens ist das ein vorzügliches Werk, und zweitens ist sein Autor ein Mann, der seine Sympathie und Antipathie nicht verhehlt, der sie offen zum Ausdruck bringt, ja sogar soweit geht, dass er glatt mit Platon streitet ... dieses intensive Engagement an der ontischen, epistemologischen und auch moralischen Problematik berührt mich wirklich.“

Russell selbst sagte über sein Werk:

„Ich betrachtete den ersten Teil meiner „Philosophie des Abendlandes“ als Kulturgeschichte, doch in den späteren Teilen, wenn die Wissenschaft Bedeutung erlangt, ist es schwieriger, sich in den Rahmen einzupassen. Ich tat mein Bestes, aber ich bin keineswegs sicher, ob es mir gelang. Es wurde mir manchmal von Kritikern vorgeworfen, keine wirkliche Geschichte  geschrieben zu haben, sondern einen tendenziösen Bericht von Ereignissen, die ich willkürlich ausgewählt hätte. Aber meiner Meinung nach kann ein Mensch ohne Tendenz keine interessante Geschichte  schreiben – wenn es wirklich einen solchen Menschen gibt.“